# Логотезион
Логотезион (грч. λογοθέσιον) је била византијска институција која је обухватала групу чиновника, која се бавила једним ресором, на чијем се челу налазио логотет. Сам термин је врло ретко коришћен самостално и уз њега је готово увек ишао и назив ресора. Током X и 11. века, коришћен је израз логотезиа, а у 12. веку термин секретон.
Израз логотезион се јавља још у Јустинијановом (527—565) зборнику права, када је имао потпуно другачије значење тј. означавао је приход неке општине који се налазио изван контроле преторијанског префекта.
Коришћење овог појма, ради означавања групе чиновника неког ресора, јавља се у изворима већ почетком 9. века, у житију светог Никите Медикиона (умро 824), у коме се помиње један од службеника  логотезиона. Међутим, пронађени печати говоре да је та институција и старија од тог доба, пошто се у 8. век датирају најстарији нађени печати логотезиона геника. Они се јављају и у каснијем добу, а поред њих, често су налажени и печати логотезиона стратиотика, док су они дрома и агела доста ређи.
Овај израз коришћен је и у црквеној администрацији, пошто се у једној простагми из 1094. године наводи да 5 логотезиа представља врховне ресоре Патријаршије.